# Smrž
Smrž (Morchella) je rod jedlých vřeckovýtrusých hub z čeledi smržovitých. Výrazným znakem smržů je zvláštní klobouk se sítí žeber připomínající včelí plástev.

## Klasifikace

### Taxonomie
Plodnice smržů nabývají různých tvarů, barev i velikostí, což značně stěžuje jejich klasifikaci. Jejich taxonomické zařazení je navíc ztíženo nejasnostmi ohledně toho, které druhy jsou skutečně biologicky odlišné. V anglofonním prostředí houbaři nazývají smrže jednoduše podle jejich barev, případně tvaru. Rozlišují hlavně „žlutého smrže“ (yellow morel; Morchella esculenta, smrž obecný), „bílého smrže“ (white morel; Morchella deliciosa) a „černého smrže“ (black morel; Morchella elata).

### Fylogeneze
Podle některých autorů rod smrž zahrnuje pouze 3–6 druhů. Jiní autoři však umisťují do rodu smrž až 50 jednotlivých druhů. Fylogenetické analýzy založené na polymorfismu délky restrikčních fragmentů a analýzách 28S rRNA pomocí restrikčních enzymů podporují původní hypotézu o tom, že rod smrž zahrnuje jen několik druhů s množstvím fenotypových variací. Z jiné analýzy DNA rodu vyplynulo, že jen v Severní Americe je více než 12 geneticky odlišných smržů.

## Použití
Všechny druhy smržů jsou vynikajícími jedlými houbami, velmi oblíbenými a vyhledávanými pro široké kuchyňské využití. V mnoha státech, např. ve Francii, USA, Itálii aj. jde o houby vysoce ceněné na trzích. 

### Možné nežádoucí účinky
Stejně jako v případě dalších jedlých ascomycetů i mnoha jiných jedlých hub není radno požívat smrže syrové, je žádoucí tepelně je upravit.
U smrže úzkohlavého (Morchella angusticeps Peck), z příbuzenstva smrže špičatého, byl v 60. letech podle J. W. Grovese zaznamenán případ mírné inkompatibility s alkoholem, projevivší se zvracením, průjmem a zrychleným tepem.
V březnu až dubnu 2024 došlo ve městě Bozeman v americké Montaně k otravě u 51 lidí poté, co v jisté restauraci zkonzumovali nedostatečně tepelně upravené smrže. Dva z těchto lidí na následky otravy zemřeli.